# Gerda Höjer

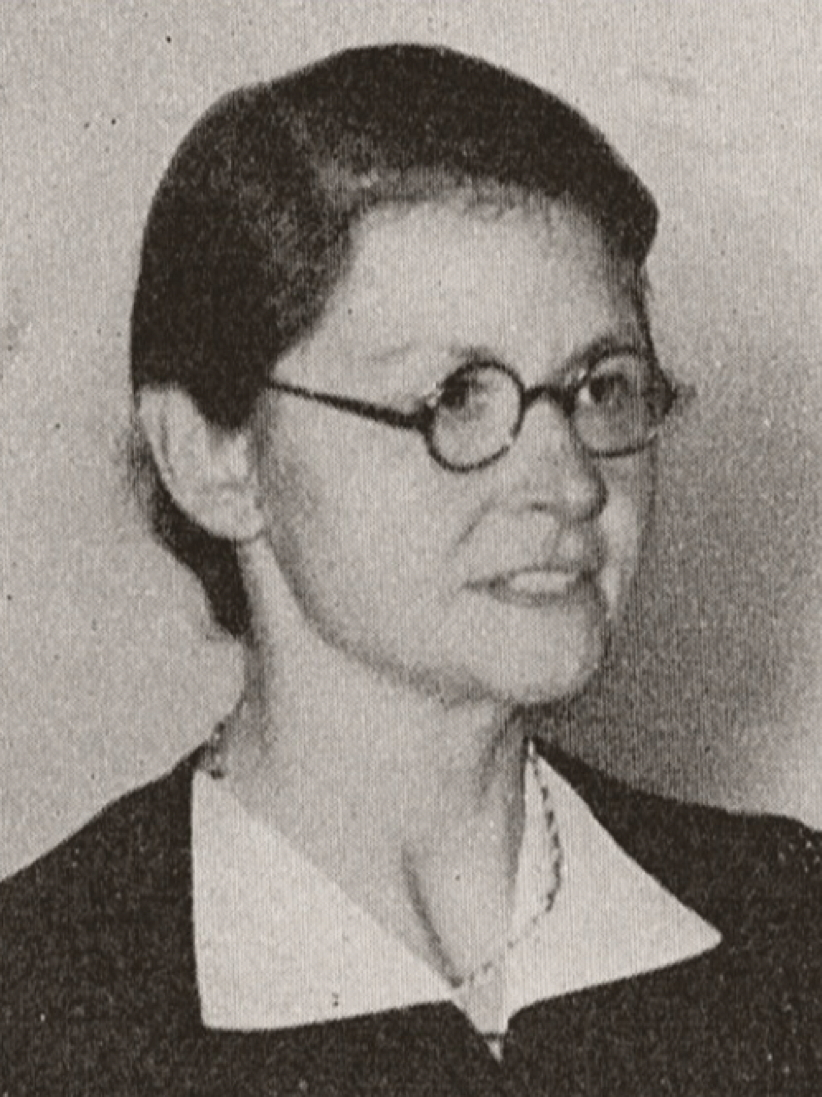
Gerda Höjer

Gerda Höjer (* 23. Juli 1893 in Visby, Insel Gotland, Schweden; † 20. Juni 1974 in Norrbärke, Dalarna, Schweden) war eine schwedische Krankenschwester, Gewerkschaftsfunktionärin, Politikerin und Präsidentin des International Council of Nurses.

## Leben
Gerda Höjer war die Tochter des Gymnasiallehrers Nils Höjer und dessen Frau, Emmy Bergman, einer ausgebildeten Sängerin. Gerda Höjer war das vierte von insgesamt acht Kindern. Einige der Geschwister erreichten im späteren Leben hohe berufliche Positionen und bildeten so ein Netzwerk, von dem Gerda Höjer profitierte. 1910 beendete Höjer die Åhlinska Schule in Stockholm mit Bestnoten. Zu Beginn des Ersten Weltkriegs begann sie eine Krankenpflegeausbildung an der Krankenpflegeschule des schwedischen Roten Kreuzes in Stockholm, die sie 1916 abschloss. Anschließend arbeitete sie bis 1933 am Maria Krankenhaus in Stockholm. Zwischen 1920 und 1921 absolvierte sie ein Studium an der London School of Economics und 1923 einen pflegerischen Aufbaukurs beim schwedischen Krankenpflegeverband. 1927 unternahm sie eine Studienreise nach England, Belgien und Holland. 1933 wurde der Schwedische Krankenpflegeverband (Svens sjuksköterskeförening, SSF) umgewandelt in eine Gewerkschaft. Höjer wurde erste bezahlte Sekretärin dieser Gewerkschaft, 1945 wurde sie deren Vorsitzende. 1946 wurde sie als eine der ersten Frauen in den Vorstand der nationalen schwedischen Gewerkschaft (Tjänstemännens centralorganisation, TCO) gewählt. Sie bekleidete dieses Amt bis 1961. Während ihrer Zeit im SSF konnte sie deutliche Gehaltsverbesserungen für Krankenschwestern erreichen. Da Krankenschwestern kein Streikrecht hatten, nutzten sie Massenkündigungen als Waffe in den Gehaltsverhandlungen. Das Parlament unterbrach seine Sommerpause und drohte mit Gefängnisstrafen für den Fall, dass die Krankenschwestern nicht an ihre Arbeitsstellen zurückkehren sollten. Es gelang eine Einigung in letzter Minute und die Gehälter wurden um zwei Gehaltsstufen angehoben. Auch die Verbesserung der Krankenpflegeausbildung lag Höjer am Herzen. 
Zwischen 1949 und 1960 war Höjer Abgeordnete der liberalen Volkspartei (Folkpartiet, FP). Sie war auch Mitglied im Zentralvorstand des Schwedischen Roten Kreuzes. Zwischen 1947 und 1953 war sie, in Nachfolge der Kanadierin Effie J. Taylor, Präsidentin des International Council of Nurses (ICN), 1953 bis 1957 stellvertretende Vorsitzende. 1949 organisierte der SSF unter Leitung von Höjer den ICN-Kongress in Stockholm.
Privat teilte Höjer ihr Leben mit einer anderen Krankenschwester, Karin Elfverson. 1960 zog sie sich aus allen Ämtern zurück und arbeitete an ihrem Buch to be a nurse, das 1964 beim Verlag Bonnier erschien. Höjer liegt auf dem Friedhof von Norrbärke, Dalarna, begraben. 

## Auszeichnungen
- Norwegisches Freiheitskreuz, verliehen von König Haakon VII.
- Florence Nightingale Medaille
- Finnischer Orden der Weißen Rose
- Wasaorden

## Veröffentlichung
- to be a nurse. Bonniers 1964